# Краткая географическая энциклопедия
Кра́ткая географи́ческая энциклопе́дия — научное справочное издание в пяти томах, вышедшее в 1960—1966 годах, главным редактором которого стал академик АН СССР А. А. Григорьев (1883—1968). Присутствующее в названии слово «краткая» предполагало издание в дальнейшем полной многотомной географической энциклопедии, что так и не было осуществлено.

## Общие сведения
Энциклопедия включает в себя около 16 тысяч статей. Среди них более 3,5 тысяч статей по различным общим вопросам географии. Региональной географии Советского Союза и зарубежных стран посвящено более 11 тысяч статей. Энциклопедия содержит свыше тысячи биографических справок о путешественниках и деятелях географической науки. Имеется порядка 400 статей о народах мира, хронологический перечень главнейших географических открытий и путешествий.

## Авторский коллектив
Кроме главного редактора, академика А. А. Григорьева, членами редакционной коллегии стали: П. М. Алампиев, Д. Л. Арманд, А. Н. Баранов, И. П. Герасимов, П. И. Глушаков, С. В. Калесник, Д. М. Лебедев, Е. Н. Лукашёва, И. М. Маергойз, Ф. Н. Петров, В. В. Покшишевский, К. М. Попов, Г. Д. Рихтер, В. Н. Тихомиров.
В подготовке издания принимало участие более 40 человек.

### Редакторы-консультанты
кандидат геогр. наук, доцент Б. Б. Богословский — реки СССР; доктор геогр. наук, профессор И. А. Витвер — экономическая география Франции; доктор биол. наук, профессор А. Г. Воронов — зоогеография; доктор геогр. наук А. П. Гальцов — климатология; доктор биол. наук, профессор В. Г. Гептнер — зоогеография; кандидат геогр. наук, доцент С. А. Ковалев — география населения; доктор физико-математич. наук, профессор К. А. Куликов — астрономия; кандидат геогр. наук, доцент И. П. Магидович — история географии зарубежных стран; доктор геогр. наук, профессор Н. И. Маккавеев — гидрология суши; доктор геолого-минералогич. наук И. И. Малышев — полезные ископаемые; доктор геогр. наук А. М. Муромцев — гидрология моря; кандидат геогр.наук Н. Н. Розов — география почв; доктор технич. наук, кандидат геогр. наук, профессор К. А. Салищев — картография; кандидат биол. наук, доцент А. А. Уранов — геоботаника; кандидат геолого-минералогич. наук В. М. Фридланд — география почв.

### Сотрудники редакции географии
заведующий редакцией — кандидат экон. наук В. П. Тихомиров; ст. научные редакторы: кандидат геогр. наук И. А. Дементьев — экон. география зарубежных стран, А. О. Добронравова — география СССР, кандидат геогр. наук Т. К. Захарова — геология и география СССР, Р. Э. Розенталь — география СССР, кандидат экон. наук М. С. Розин — экон. география зарубежных стран, Д. Н. Тугаринов — общая физ. география и физ. география СССР, П. А. Шелапутин — общая физ. география и физ. география зарубежных стран; научные редакторы: К. А. Альбицкая — география СССР, Ю. М. Владимиров — экон. география зарубежных стран, Л. И. Граве — экон. география зарубежных стран, Н. Г. Дубровская — физ. география зарубежных стран; младшие редакторы: А. С. Бутепина, И. В. Гончарова, М. Д. Денисова, Е. В. Лосева, А. М. Федотова.

### Другие группы
- научные сотрудники других редакций издательства: кандидат историч. наук А. Я. Абрамович, кандидат физико-матем. наук Н. П. Ерпылёв, кандидат биологич. наук И. А. Поляков, 3. М. Снятиновская, Э. А. Шимбирёва.
- Научно-контрольные редакторы: кандидат философских наук В. И. Коровиков — экон. география зарубежных стран, кандидат географических наук И. Г. Нордега — общая физ. география и география СССР.
- Литературные редакторы: C. Ковальская, Л. Д. Макарова, Э. П. Рябова.
- Картографирование: В. Н. Спиридонов, Е. В. Евсеева, В. П. Кеслер, М. В. Ламакина, Л. А. Любкова, Н. В. Перзеке, М. Г. Петрова, А. Ф. Прибылёв, М. М. Пустова, Л. Н. Смирнова, В. И. Субботина, Э. А. Шугинина.
- Иллюстрирование: Л. Ф. Власов, П. X. Малевич, Б. В. Григорьев.
- Транскрипция и этимология: М. Е. Айзенштадт, М. Д. Дриневич, Л. Ф. Риф.
- Библиография: Е. И. Ильина, Е. И. Жарова.
- Корректорская: Е. А. Понишевская, Л. Н. Соколова.
- Технический редактор — С. Д. Кости.

## Перечень томов и их содержание
- Том 1: Ааре — Дятьково. — М., 1960. — 563 с., 62000 экз.
- Том 2: Евлах — Миллибар. — М., 1961. — 592 с., 82000 экз.
- Том 3: Милос — Союз ССР. — М., 1962. — 580 с., 81300 экз.
- Том 4: Союзная советская республика — Югославия. — М., 1964. — 448 с., 80500 экз.
- Том 5: Юдома — Яя. Дополнения. — М., 1966. — 544 с., 76000 экз.

## Электронная версия
В 2001—2012 годах Краткая географическая энциклопедия была оцифрована и размещена в свободном доступе на географическом сайте GeoMan.ru.